# Slag bij Faventia
In de lente van 542 wist een Ostrogotisch leger onder leiding van Totila bij Faventia (het huidige Faenza) de grotere Byzantijnse troepenmacht onder leiding van Constantianus en Alexander uiteen te slaan; dit markeert het begin van een nieuwe Gotische opstand en daarmee van een nieuwe fase in de Gotische Oorlog.